# جام ملت‌های اقیانوسیه ۲۰۲۴
جام ملت‌های اقیانوسیه مردان OFC در سال ۲۰۲۴ یازدهمین دوره جام ملت‌های مردان در اقیانوسیه خواهد بود که توسط کنفدراسیون فوتبال اقیانوسیه (OFC) برگزار می‌شود. مدافع عنوان قهرمانی نیوزیلند در دوره ۲۰۱۶ است. جام ملت‌های اقیانوسیه ۲۰۲۰ به دلیل همه‌گیری کووید ۱۹ لغو شد.
مسابقات نهایی از ۱۵ تا ۳۰ ژوئن ۲۰۲۴ در وانواتو و فیجی برگزار می‌شود.